# Gornoałtajski Uniwersytet Państwowy
Gornoałtajski Uniwersytet Państwowy (ros. Федеральное государственное бюджетное образовательное учреждение высшего образования «Горно-Алтайский государственный университет» – rosyjska uczelnia państwowa w Gornoałtajsku.